# طارق البشري
طارق عبد الفتاح سليم البشري (1 نوفمبر 1933 - 26 فبراير 2021) قاضٍ ومفكر مصري، شغل منصب النائب الأول لرئيس مجلس الدولة المصري ورئيسًا للجمعية العمومية لقسمي الفتوى والتشريع عدة سنوات.
عينه المجلس الأعلى للقوات المسلحة في فبراير 2011 رئيسًا للجنة المعنية بتعديل الدستور المصري.

## سيرة
ولد طارق عبد الفتاح سليم البشري في 1 نوفمبر 1933 بحي الحلمية في مدينة القاهرة، وينحدر من أسرة البشري التي ترجع إلى محلة بشر في مركز شبراخيت في محافظة البحيرة في مصر.
تولى جده لأبيه سليم البشري، شيخ السادة المالكية في مصر - منصب شيخ الأزهر، وكان والده المستشار عبد الفتاح البشري رئيس محكمة الاستئناف حتى وفاته سنة 1951، كما أن عمه عبد العزيز البشري كان أديبا.
وشقيقه هو ظافر عبد الفتاح البشري، الوزير الأسبق للدولة للتخطيط والتعاون الدولي في وزارة كمال الجنزوري الأولى.

تخرج طارق البشري في كلية الحقوق بجامعة القاهرة سنة 1953، ثم عين في مجلس الدولة واستمر في العمل به حتى تقاعده سنة 1998 من منصب نائب أول لمجلس الدولة ورئيسا للجمعية العمومية للفتوى والتشريع.
بدأ تحوله إلى الفكر الإسلامي بعد هزيمة 1967 وكانت مقالته «رحلة التجديد في التشريع الإسلامي» أول ما كتبه في هذا الاتجاه، واستمر يكتب في القانون والتاريخ والفكر. له ولدان هما عماد وزياد.

## مؤلفات
1. الحركة السياسية في مصر 1945 - 1952، صدر سنة 1972
2. الديمقراطية والناصرية، صدر 1975
3. سعد زغلول يفاوض الاستعمار: دراسة في المفاوضات المصرية - البريطانية 20 - 1924م، صدر سنة 1977
4. المسلمون والأقباط في إطار الجماعة الوطنية، صدر سنة 1981
5. الديمقراطية ونظام 23 يوليو 1952 - 1970، صدر سنة 1987
6. دراسات في الديمقراطية المصرية، صدر سنة 1987
7. بين الإسلام والعروبة - الجزء الأول، صدر سنة 1988
8. بين الإسلام والعروبة - الجزء الثاني، صدر سنة 1988
9. شارك في وضع منهج الثقافة الإسلامية بجامعة الخليج العربي بورقة عنوانها: نحو وعي إسلامي بالتحديات المعاصرة، صدرت سنة 1988
10. منهج النظر في النظم السياسية المعاصرة لبلدان العالم الإسلامي، صدر سنة 1990
11. مشكلتان وقراءة فيهما، صدر سنة 1992
12. شخصيات تاريخية، صدر سنة 1996، لكنه يحوي دراسات كان قد كتبها في فترات زمنية متباعدة سابقة على ذلك التاريخ (أولها عن شخصية سعد زغلول في سنة 1969م، وآخرها عن مصطفى النحاس سنة 1994)
13. سلسلة كتب بعنوان رئيسي «في المسألة الإسلامية المعاصرة» بدأ صدورها سنة 1996م بالعناوين التالية: ماهية المعاصرة، الحوار الإسلامي العلماني، الملامح العامة للفكر السياسي الإسلامي في التاريخ المعاصر، الوضع القانوني المعاصر بين الشريعة الإسلامية والقانون الوضعي.تلاها في سنة 1998 إعادة إصدار الجزء الأول من كتاب «بين العروبة والإسلام»، ثم الجزء الثاني الذي ضُمت إليه دراستان، وصدر تحت عنوان «بين الجامعة الدينية والجامعة الوطنية في الفكر السياسي».
14. نحو تيار أساسي للأمة، صدر سنة 2011.